# Maïtena Biraben
Pour les articles homonymes, voir Biraben.
Maïtena Biraben, née le 2 juillet 1967 à Saint-Denis (Seine-Saint-Denis), est une animatrice, autrice et productrice de télévision franco-suisse.
Elle a notamment animé, sur France 5, l'émission Les Maternelles puis, sur Canal+, La Matinale et Le Supplément. De 2015 à 2016, elle a animé sur la même chaîne Le Grand Journal, succédant à Antoine de Caunes.

## Biographie

### Enfance et formation
Maïtena Biraben naît le 2 juillet 1967 à Saint-Denis dans la future Seine-Saint-Denis de la région parisienne. Son père, photograveur, est d'origine basque. Sa mère exerce la profession de publicitaire, avant de se reconvertir en secrétaire de direction.
Elle part avec sa famille dans les Landes et entre dans un pensionnat tenu par des sœurs dominicaines. Après son baccalauréat, elle retourne à Paris pour étudier l'histoire à l'université Panthéon-Sorbonne.

### Débuts d'animatrice/productrice la télévision (années 1990)
De 1989 à 1996, Maïtena Biraben travaille à la Radio suisse romande. En même temps, durant les années 1990, elle anime plusieurs émissions sur la Télévision suisse romande, en plus d'en être la productrice artistique. Malgré une grande popularité en Suisse, elle quitte la TSR et se rend à Paris à partir de 1996 après diverses auditions avec Philippe Bouvard et Thierry Ardisson.
En 1997, elle arrive sur M6 et présente une émission en première partie de soirée, Télé Casting, qui n'obtient pas le succès escompté. La même année, elle passe rapidement, sur France 2 où elle présente Vue sur la mer, puis Emmenez-moi (1998-2000), et une chronique cinéma dans Télématin (1999-2001).
Sur France 3, elle devient rédactrice en chef du magazine culturel Plumes z’et paillettes puis de Paris capitale de la mode[Quand ?].

### Révélation sur France 5 et progression sur Canal + (2001-2015)
En 2001, elle présente sur La Cinquième (devenue par la suite France 5) l'émission Les Maternelles. Le programme obtient le 7 d'Or de la meilleure émission éducative. Elle présente également en 2003 l'émission Psychologies : un moment pour soi[réf. souhaitée].
En 2004, elle arrive sur Canal+. Elle y présente Nous ne sommes pas des anges (2004-2006) et Les Nouveaux Explorateurs (2007-2008).
De septembre 2008 à juin 2012, elle anime La Matinale, succédant à Bruce Toussaint à la présentation,.
À la rentrée 2012, elle présente Le Supplément, les samedis et dimanches midi jusqu’à juin 2015.
Elle exerce son métier de journaliste sans carte de presse, à propos de quoi elle déclare : « Il y a beaucoup de snobisme autour de cette carte. Je n'en ai pas besoin pour être curieuse et savoir remettre en cause mes certitudes. ».

### Ascension et chute sur Canal + (2013-2016)

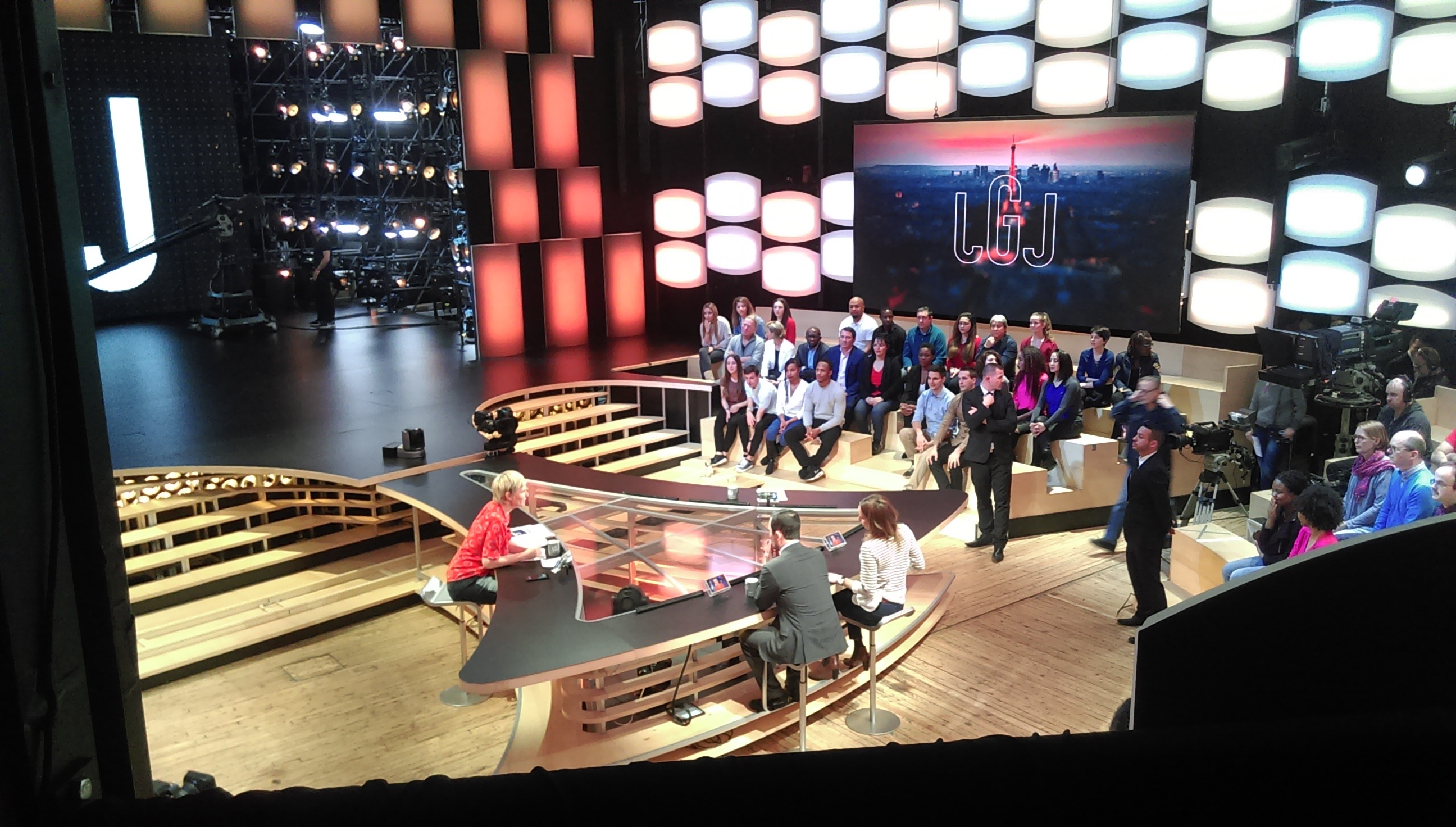
L'animatrice en tournage du Grand journal, en mars 2016.

Le 5 février 2013, elle remplace Cyril Hanouna dans Touche pas à mon poste ! sur D8, ce dernier animant La Nouvelle Star. Pendant l'été 2013, elle reprend la présentation du News Show. Elle était l'une des favorites de Canal+ pour remplacer Michel Denisot à la présentation du Grand journal pour la saison 2013-2014, poste qui finalement est confié à Antoine de Caunes. Elle anime tout de même quelques émissions en tant que remplaçante de De Caunes (joker).
Finalement, à la rentrée de septembre 2015, elle succède à Antoine de Caunes à la tête du Grand journal. Mais la saison est difficile, avec des audiences en baisse, et ponctuée de polémiques. Ainsi, le 24 septembre 2015, l'animatrice tient à l'antenne des propos qui créent la controverse, reprenant les propos du Front national quand celui-ci affirme qu'il est le « premier parti de France » et qu'il tient « un discours de vérité ».
En juin 2016, Canal+ annonce qu'elle quitte la présentation de l'émission, ainsi que la chaîne ; son départ de la chaîne prend la forme d'un licenciement pour faute grave.
Elle porte l'affaire devant la justice. Elle obtient gain de cause en touchant 3 400 000 d'euros contre Canal+ pour licenciement sans cause réelle et sérieuse.
Ce jugement est confirmé en juin 2021 par la cour d'appel de Versailles qui ordonne à Canal de payer 3,5 millions d'euros d'indemnités à son ancienne présentatrice, puis par la Cour de cassation en mars 2023.
Après un pourvoi en cassation, Canal + voit le montant des indemnités qu'il doit à Maitena Biraben baisser de 40 000 euros qui correspondent à un rappel de salaire finalement non compté dans la procédure. Au total, la chaîne doit lui verser un peu plus de 3,4 millions d'euros.

### Retour médiatique discret (depuis 2016)

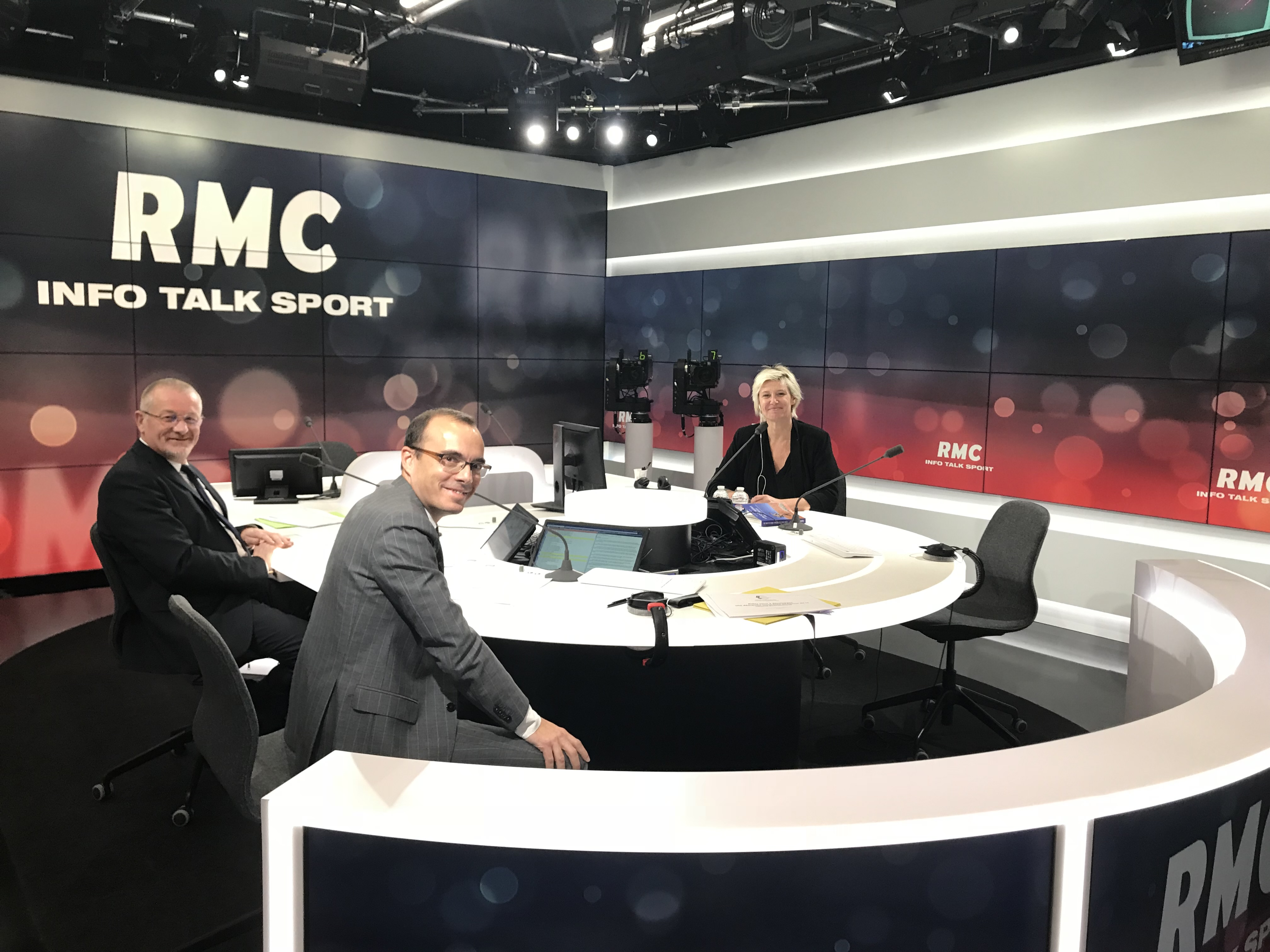
Maïtena Biraben face au député Éric Girardin.

Le 30 novembre 2016, elle intervient en tant que polémiste dans l'émission On refait le monde, sur RTL.
En mars 2017, la RTS annonce que Maïtena Biraben animera un nouveau magazine sociétal en dix numéros de 42 minutes pour l'été 2017,.
En septembre 2017, après une année passée à l'écart des médias, elle succède à Roselyne Bachelot à l'animation du créneau 15 h-16 h sur RMC. Elle quitte la station en 2019.
En 2019, elle fonde Mesdames Productions aux côtés de Alexandra Crucq.
Le 2 mai 2024, elles lancent toutes les deux un média digital intitulé « mesdames.media ». Ce dernier vise à mettre en lumière une nouvelle vision des femmes de plus de 45 ans et à réinventer leur approche par les médias.
En 2024, elle publie La femme invisible qui dénonce l’invisibilisation des femmes après 50 ans.

### Autres activités
Amatrice de rugby, Maïtena Biraben publie des chroniques dans l'hebdomadaire sportif Rugby Hebdo. Elle est d'ailleurs consultante pour RTL, en 2007, lors de la Coupe du monde de rugby[réf. nécessaire].
Elle intervient régulièrement pour le Groupe Orange pour animer des débats internes à l'entreprise[réf. souhaitée].

### Vie privée
Maïtena Biraben a la double nationalité franco-suisse.
En 1988, elle se marie avec un Suisse. Une dizaine d'années plus tard, elle se remarie avec un producteur de télévision anglo-belge. En juillet 2012, elle épouse le journaliste Pierre Clément. Ils se sont rencontrés sur France 5 ; elle était animatrice des Maternelles et lui rédacteur en chef adjoint. Leur relation a valu à Pierre d'être remercié par France 5.
Elle a un fils, Lucas, né en 1996 d'une précédente union. Pierre Clément et elle ont un fils, Gabriel, né en 2006. Ils vivent en région parisienne.
Elle est une lointaine cousine de l'écrivaine et journaliste Renée Lafont (1877-1936), fusillée par les nationalistes espagnols au début de la guerre d'Espagne.

## Filmographie
Sauf indication contraire, les informations mentionnées dans cette section peuvent être confirmées par la base de données cinématographiques IMDb,  présente dans la section « Liens externes ».
Maïtena Biraben a fait quelques apparitions dans des fictions :
- 2018 : Alexandra Ehle (série télévisée), épisode Fou volant de François Basset : Lisa
- 2018 : Paul Sanchez est revenu ! de Patricia Mazuy : la présentatrice de télévision

### Vidéo
- Karine Le Marchand, Nathalie Le Breton, Maïtena Biraben : Je vais être papa, Paris, MK2 éd., Coll. Les maternelles, 2006[34]
- Jean-Sébastien Deligny, Pascal Hendrick, Patricia Rimond des Anges, réal. : Karine le Marchand, Nathalie Le Breton, Maïtena Biraben : Je vais être papa, Paris, MK2 éd., Coll. Les maternelles, 2006[35]
- Karine Le Marchand, Nathalie Le Breton, Maïtena Biraben : Les premiers jours avec mon bébé, Paris, MK2 éd., Coll. Les maternelles, 2008[36]

## Radio
- 1989-1996 : collaboratrice de Radio suisse romande
- 2016 : polémiste d'On refait le monde sur RTL
- 2017-2019 : animatrice de l'émission M comme Maïtena sur RMC

## Télévision
- 1995-1996 : Oh les filles ! sur TSR
- 1995-1996 : Ça colle et c'est piquant[37] sur TSR
- 1995 : Rayons X[38],[39] sur M6
- 1997 : Télé Casting sur M6
- 1997 : Vue sur la mer sur France 2
- 1998 :  Drôles de zapping sur TF1 avec Delphine de Turckheim
- 1998-2000 : Emmenez-moi sur France 2
- 1999-2001 : chronique cinéma dans Télématin sur France 2
- 2001-2004 : Les Maternelles sur France 5
- 2003 : Psychologies : un moment pour soi sur France 5
- 2004-2006 : Nous ne sommes pas des anges sur Canal +
- 2007-2008 : Les Nouveaux Explorateurs sur Canal +
- 2007: Les grandes vacances de Canal+ sur Canal +
- 2007 : Têtes de Mioches sur Canal Plus Décalé.
- 2008 : Planète 2048 sur Canal +
- 2008-2012 : La Matinale sur Canal +
- 2011 : Maïtena cuisine les politiques sur Cuisine TV
- 2012-2015 : Le Supplément sur Canal +
- 2013 : Le News Show sur Canal +
- 2013 : Touche pas à mon poste ! sur C8
- 2013-2014 : joker de l'émission Le Grand Journal sur Canal +
- 2015-2016 : présentatrice de l'émission Le Grand Journal[16] sur Canal +
- 2017 : Écran Total sur RTS Un
- 2020 : Les Grands Entretiens sur LCP
- 2020-2021 : Dé-con-fi-nés sur LCP

. ..

## Publications
- Maïtena Biraben, Les enfants c'est bien, la pilule aussi, Paris, Seuil, 2004, 138 p. (ISBN 2-02-069268-6)[40]
- Maïtena Biraben et Pierre Etchemaït, Légumes ils vont vous surprendre : Mes recettes de tous les jours, Paris, éditions Marabout, 17 mai 2017, 247 p. (ISBN 978-2-501-12280-1)
- Maïtena Biraben, La femme invisible, Paris, éditions Grasset, 2 mai 2024, 128 p.[32],[41]